# Santo Tomás el Pedregal
Santo Tomás el Pedregal är en ort i Mexiko.   Den ligger i kommunen Valle de Bravo och delstaten Mexiko, i den södra delen av landet, 100 km väster om huvudstaden Mexico City. Santo Tomás el Pedregal ligger 2 232 meter över havet och antalet invånare är 258.
Terrängen runt Santo Tomás el Pedregal är lite bergig. Runt Santo Tomás el Pedregal är det ganska tätbefolkat, med 62 invånare per kvadratkilometer. Närmaste större samhälle är Valle de Bravo, 11,3 km nordväst om Santo Tomás el Pedregal. I omgivningarna runt Santo Tomás el Pedregal växer huvudsakligen savannskog.